# Siliquastrum
Siliquastrum là một chi thực vật có hoa trong họ Đậu.